# Évangéliaire d'Henri le Lion
Les Évangiles d'Henri le Lion est un manuscrit enluminé réalisé pour Henri XII de Bavière, duc de Saxe et de Bavière vers 1188. Il est acheté aux enchères en 1983 pour la somme de 32 millions de Deutsche Marks. Il est actuellement conservé en alternance à la Herzog August Bibliothek de Wolfenbüttel et à la Bibliothèque d'État de Bavière. 

## Historique
Le manuscrit est daté après 1175. Il pourrait avoir été réalisé pour servir à la liturgie pratiquée à l'autel consacré à Notre-Dame commandé par Henri le Lion et sa femme Mathilde d'Angleterre pour la cathédrale Saint-Blaise de Brunswick en 1188, comme semble l'indiquer la grande miniature du folio 19. D'après le style des enluminures et le poème dédicatoire du manuscrit, il pourrait avoir été réalisé par le scriptorium de l'abbaye d'Helmarshausen (de).
Par la suite, au XIVe siècle, le manuscrit entre peut-être en possession de Charles IV du Saint-Empire qui le transfère à Prague. Il y est doté d'une nouvelle reliure en 1594. En 1861, le roi Georges V de Hanovre l'acquiert au chapitre de Prague pour la somme de 10 000 thalers. Après 1905, le manuscrit est conservé par son fils Ernest-Auguste de Hanovre, au château Cumberland près de Gmunden en Autriche. Après 1945, il est localisé en Angleterre. Plusieurs tentatives de ventes échouent en raison de son prix élevé. Il appartient semble-t-il à Frederika de Hanovre épouse du roi de Grèce puis à son fils Constantin.
En 1983, le manuscrit est mis en vente aux enchères chez Sotheby's à Londres. Il est acquis grâce à un fonds réunissant l'État fédéral allemand, la Fondation du patrimoine culturel prussien ainsi que les länder de Basse-Saxe et de Bavière pour un montant de 32,5 millions de Deutschemarks, ce qui en fait à cette date le livre le plus cher du monde,. Le manuscrit est conservé en alternance entre la Bibliothèque d'État de Bavière à Munich et la Herzog August Bibliothek de Wolfenbüttel où il est exposé quelques semaines par an,.

## Description
Le manuscrit contient, sur 226 folios, deux miniatures de dédicaces (f.19r et 171v), quatre portraits d'évangélistes, une image de la création du monde ainsi que 20 autres miniatures en pleine page représentant des scènes du Nouveau Testament, 17 canons de concordances, 9 pages décoratives au début des évangiles, 84 grandes initiales et 1500 petites. Il a sans doute été calligraphié par le scribe Herimann dont le nom apparait au f.4v. Il a rédigé le poème dédicatoire entièrement en lettres d'or. Les décorations sont le résultat du travail d'un atelier complet. Le programme iconographique pourrait avoir été inspiré par des manuscrits anglo-saxons qu'aurait fait venir en Saxe le couple royal, après leur exil en Angleterre entre 1182 et 1185.

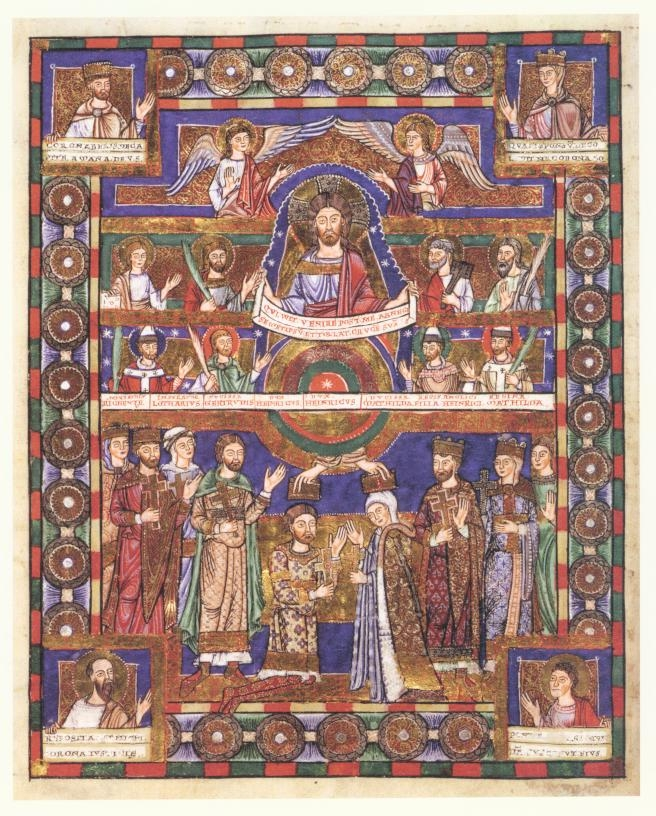
Scène de couronnement d'Henri le Lion, f.171v
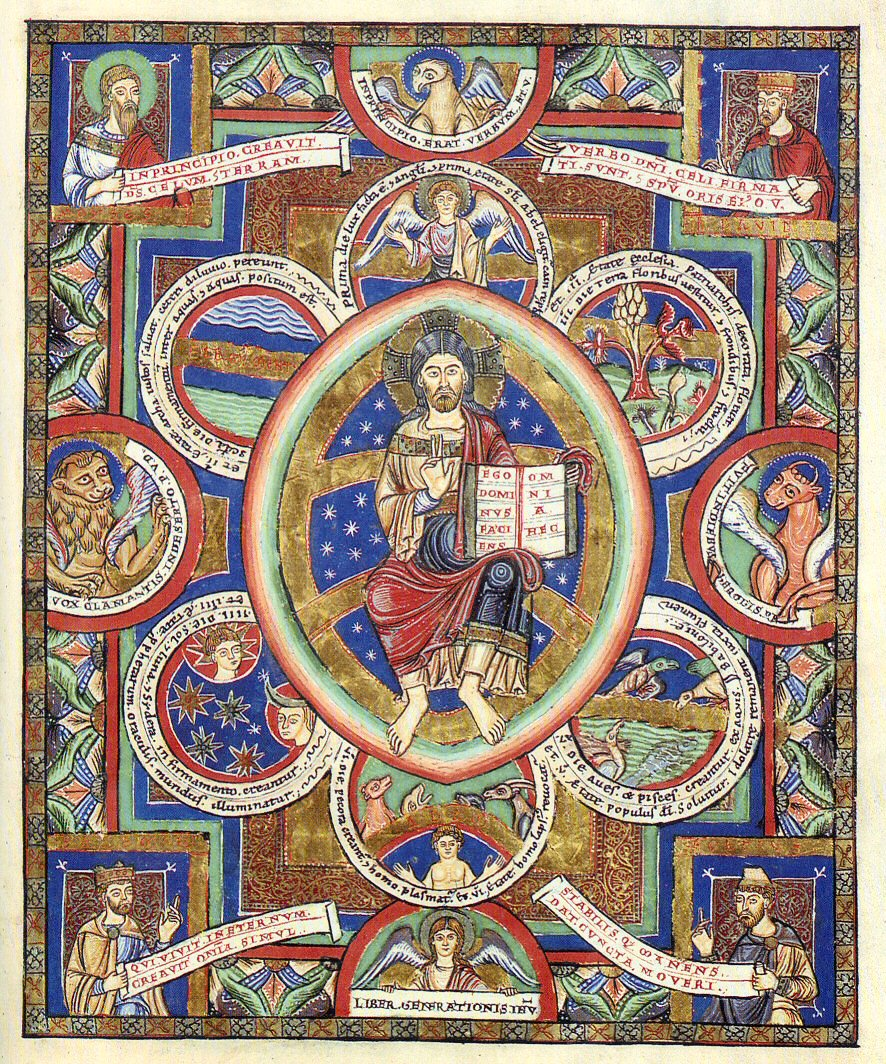
Christ en gloire
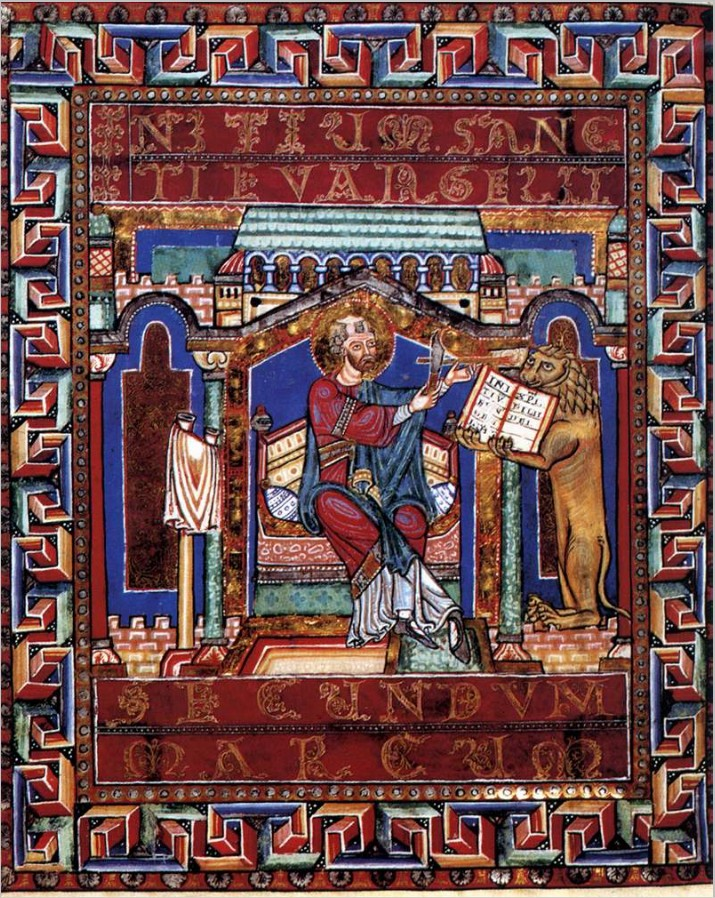
Saint Marc